# Дарбайсели, Гиви Николаевич
Гиви Николаевич Дарбайсели (19 декабря 1932, Тифлис — 19 марта 2002) — советский боксёр, тренер и судья. Мастер спорта СССР.

## Биография
Родился 19 декабря 1932 года в городе Тифлис (сейчас Тбилиси в Грузии).
Учился в тбилисской средней школе №1, однако с началом Великой Отечественной войны был вынужден прекратить учёбу. Работал техником по изготовлению обуви на заводе им. Кирова. Впоследствии окончил Тбилисский институт физической культуры.
Занимался боксом с 1947 года в тбилисском «Пищевике». Выступал за него в соревнованиях до 1956 года с перерывом на 1952—1954 годы, когда представлял Вооружённые силы.
Начиная с 1949 года, 12 раз становился чемпионом Грузинской ССР. Между 1949 и 1956 годами был чемпионом закавказских республик СССР.
Дважды становился чемпионом СССР среди юниоров (1950—1951). В 1952 году выиграл чемпионат Вооружённых сил СССР.
Четырежды выигрывал медали чемпионата СССР: дважды серебряные в первом среднем весе (1954—1955), дважды бронзовые (в 1952 году во втором полусреднем весе, в 1956 году — в первом среднем).  В 1955 году завоевал Кубок СССР.
В 1953 году выиграл международный турнир в Будапеште, в 1954 году — турнир в Хельсинки.
В течение карьеры провёл 240 боёв, одержал 222 победы, потерпел 10 поражений, 8 завершил вничью.
По окончании выступлений работал тренером. В 1964—1971 годах был тренером сборной Грузинской ССР.
Был судьёй международной категории.
Член КПСС с 1960 года.
Умер 19 марта 2002 года.

## Награды
- Орден «Знак Почёта»
- Медаль «За трудовую доблесть» (27.04.1957) — «за успехи, достигнутые в деле развития массового физкультурного движения в стране, повышения мастерства советских спортсменов, и успешное выступление на международных соревнованиях»

## Семья
Старший брат — Нодар Николаевич Дарбайсели, советский боксёр. Серебряный призёр чемпионата СССР 1952 года.